# Helene Haasbauer-Wallrath
Helene Haasbauer-Wallrath (* 8. Dezember 1885 in Basel; † 14. Mai 1968 ebenda) war eine Schweizer Malerin und Gebrauchsgrafikerin.

## Leben und Werk
Die als Helene Wallrath geborene Künstlerin belegte Kurse an der Allgemeinen Gewerbeschule Basel und besuchte 1903–1907 die Malerinnenschule Karlsruhe. 1907 zog die Familie Wallrath nach Wien. Dort nahm Helene u. a. Unterricht bei Ferdinand Schmutzer und besuchte Schriftkurse bei Rudolf Larisch. 1916 heiratete Helene Wallrath. Ihr Mann fiel 1917 im Ersten Weltkrieg. Einen Monat nach seinem Tod brachte sie eine Tochter zur Welt. 1919 kehrte sie nach Basel zurück. Die alleinerziehende Mutter belegte an der Gewerbeschule Lithografie- und Holzschnittkurse. Zur gleichen Zeit begann sie mit Kinderkursen im eigenen Atelier.
Helene Haasbauer-Wallrath betätigte sich als Porträtmalerin und schuf eine Reihe von Plakaten, Wandbildern und Beschriftungen für verschiedene öffentliche Auftraggeber der Stadt Basel. 1934–1936 hatte sie zudem Lehraufträge an der Gewerbeschule Basel inne. Vor allem die von ihr geschaffenen Plakate fanden internationale Beachtung. Bereits 1925 wurde ein Plakat an der Exposition internationale des Arts Décoratifs et industriels modernes mit der Silbermedaille ausgezeichnet. Ihr Plakat für die Ausstellung «Die praktische Küche» im Gewerbemuseum Basel von 1930 findet sich u. a. in der Designsammlung des Museum of Modern Art.